# Мастера современной прозы
«Мастера современной прозы» — книжная серия художественной литературы, выпускавшаяся советским издательством «Прогресс» с 1971 по 1982 год, а затем с 1982 по 1991 год — отпочковавшимся от издательства «Прогресс» издательством «Радуга». Серия специализировалась преимущественно на зарубежной литературе авторов второй половины XX века в русских переводах (исключение составили произведения Ф. Кафки).
Книги серии оформлялись однообразно: в нижней части корешка книги и на лицевой стороне обложки, справа внизу, помещалась стилизованная трёхлистная ветвь в овале. Обложки были однотонными, каждая книга имела свой цвет. Отдельный том был посвящён отдельному автору; межавторские антологии в серии не издавались. При переиздании цвет обложки мог измениться (как правило, состав книги оставался прежним). Тираж книг серии в советское время составлял, как правило, 100 тыс. экз. В начале 2000-х гг. после 5-летнего перерыва издательство «Радуга» возобновило выпуск книг серии.
В 2000-х годах издательство АСТ начало серию «Мастера. Современная проза», название которой, по словам директора Николая Науменко, было позаимствовано у «прогрессовской» серии.
В серии вышли избранные произведения следующих писателей:
- Камило Хосе Села. Семья Паскуаля Дуарте : роман ; Улей : роман ; Повести и рассказы / сост. М. Абезгауз ; ред. Л. Борисевич ; худож. Р. Вардзигулянц. — М. : Прогресс, 1970. — 432 с.
- Халлдор Лакснесс. Атомная база : роман ; Брехкукотская летопись : роман ; Возвращённый рай : роман / сост. С. И. Неделяева-Степонавичене ; ред. С. С. Белокриницкая ; худож. Т. В. Толстая. — М. : Прогресс, 1977. — 560 с. — 100 000 экз.
- Джойс Кэри. Радость и страх : роман ; Рассказы / предисл. В. Муравьёва ; ред. Н. Кристальная ; худож. А. В. Сапожников. — М. : Прогресс, 1980. — 496 с. — 150 000 экз.
- Пер Лагерквист. Карлик : роман ; Повести ; Рассказы / сост. Т. А. Величко, В. П. Мамонова ;  худож. В. Г. Алексеев. — М. : Прогресс, 1981. — 448 с. — 100 000 экз.
- Кобо Абэ. Чужое лицо : роман ; Сожжённая карта : роман ; Человек-ящик : роман / сост. и пер. с яп. В. Гривнина ; ред. Г. Б. Дуткина ; худож. Т. В. Толстая. — М. : Радуга, 1982. — 432 с. — 100 000 экз.
- Хуан Карлос Онетти. Короткая жизнь : роман ; Верфь : роман ; Повести и рассказы / сост. и предисл. И. Тертерян ; ред. Л. Борисевич ; худож. А. В. Сапожников. — М. : Радуга, 1983. — 408 с. — 100 000 экз.
- Мюриэл Спарк. Memento mori : роман ; Мисс Джин Броди в расцвете лет : роман ; Умышленная задержка : роман ; Птичка-«уходи» : повесть ; Рассказы / сост. и предисл. Г. А. Анджапаридзе ; ред. Н. Кристальная ; худож. А. В. Сапожников. — М. : Радуга, 1984. — 512 с. — 100 000 экз.
- Гюнтер Грасс. Кошки-мышки : повесть ; Под местным наркозом : роман ; Встреча в Тельгте : повесть / предисл. А. Карельского ; ред. Н. Н. Фёдорова, Е. В. Приказчикова ; худож. А. В. Сапожников. — М. : Радуга, 1985. — 416 с. — 50 000 экз.
- Мигель Анхель Астуриас. Маисовые люди : роман ; Ураган : роман / сост. В. Кутейщикова ; предисл. Л. Осповата ; ред. Л. Борисевич ; худож. Т. Толстая. — М. : Радуга, 1985. — 352 с. — 100 000 экз.
- Алехо Карпентьер. Царство земное : роман ; Век просвещения : роман ; Концерт барокко : повесть ; Арфа и тень : повесть / сост. В. Б. Земсков ; ред. Е. З. Мирская ; худож. В. И. Кириллов. — М. : Радуга, 1988. — 576 с. — 100 000 экз. — ISBN 5-05-002239-8.
- Грэм Грин. Сила и слава : роман ; Путешествия с тётушкой : роман ; Почётный консул : роман / сост. и предисл. Г. А. Анджапаридзе ; ред. К. Атарова ; худож. А. Алексеев. — М. : Радуга, 1990. — 608 с. — 100 000 экз. — ISBN 5-05-002395-5.

- Альфред Андерш. Винтерспельт. Отец убийцы. Рассказы.
- Иво Андрич. Повести и рассказы.
- Луи Арагон. Страстная неделя. Рассказы.
- Мигель Анхель Астуриас. Маисовые люди. Ураган / Сост. В. Н. Кутейщиковой; предисл. Л. С. Осповата. — М.: Прогресс, 1977. — 404 с. — 50 000 экз.; 2-е изд. М.: Радуга, 1985. - 352 с. — 100 000 экз.
- Чинуа Ачебе. Стрела бога. Человек из народа.
- Франсиско Аяла. Избранное / Пер. с исп.; составл. и предисл. И. Тертерян. — М.: Радуга, 1986. — 352 с. — 100 000 экз.
- Эрве Базен. Змея в кулаке. Смерть лошадки. Крик совы. — М.: Радуга, 1982. — ??? с.
- Факир Байкурт. Избранное: Сборник / Пер. с тур.; составл. и предисл. Т. Меликова. — М.: Радуга, 1987. — 540 с.
- Эфраим Баух. Пустыня внемлет Богу
- Генрих Бёлль. Ирландский дневник. Бильярд в половине десятого. Глазами клоуна. Потерянная честь Катарины Блюм. Рассказы. — М.: Радуга, 1988. — ??? с.
- Марио Бенедетти. Избранное: Сборник [Передышка. Спасибо за огонёк. Весна с отколотым углом. Рассказы] / Пер. с исп.; составл. и предисл. В. Земскова. — М.: Радуга, 1986. — 528 с. — 100 000 экз.
- Юхан Борген. Маленький Лорд. Темные источники. Теперь ему не уйти. Избранное / Сост. К. Телятников; предисл. Э. Панкратовой. — М.: Прогресс, 1979. — 768 с. - 250 000 экз.
- Хорхе Луис Борхес. Проза разных лет: Сборник / Пер. с исп., сост. и предисл. И. Тертерян; коммент. Б. Дубина. — М.: Радуга, 1984. — 320 с. (Первая книга Борхеса на русском языке.)
- Ханс Кристиан Браннер. Никто не знает ночи. Рассказы.
- Тадеуш Бреза. Стены Иерихона. Лабиринт.
- Герман Брох. Невиновные. Смерть Вергилия.
- Дино Буццати. Татарская пустыня. Увеличенный портрет. Рассказы. Избранное: Сборник / Сост. и предисл. Р. Хлодовского. — М.: Радуга, 1989. — 422 с. ISBN 5-05-002403-X
- Роже Вайян. Бомаск. 325000 франков. Закон.
- Марио Варгас Льоса. Зелёный дом. — М.: Прогресс, 1971. — ??? с.
- Веркор. Молчание моря. Люди или животные?. Сильва. Плот Медузы. Избранное: Сборник / Сост. С. Великовского; предисл. Т. Балашовой. — М.: Радуга, 1990. — 556 с. ISBN 5-05-002521-4
- Тарьей Весос. Великая игра. Птицы. Ледяной замок. Рассказы.
- Симон Вестдейк. Пастораль сорок третьего года. Рассказы.
- Ивлин Во. Мерзкая плоть. Возвращение в Брайдсхед. Незабвенная. Рассказы. — М.: Прогресс, 1974. — 656 с.; 2-е изд. М.: Прогресс, 1979. - 656 с. — 100 000 экз.; 3-е изд. М.: Прогресс, 1982. - 656 с. — 50 000 экз.
- Герман Гессе. Паломничество в Страну Востока. Игра в бисер. Рассказы.
- Хуан Гойтисоло. Печаль в раю. Возмездие графа дона Хулиана. Хуан Безземельный (Отрывки из романа), Макбара (Отрывки из романа), эссе, воспоминания.
- Мигель Делибес. Дорога. Крысы. Пять часов с Марио.
- Джеймс Джойс. Из сборника «Дублинцы». Главы из «Улисса». Портрет художника в юности.
- Мухаммед Диб. Кто помнит о море. Пляска смерти. Бог в стране варваров. Повелитель охоты.
- Хаймито фон Додерер. Слуньские водопады. Окольный путь. Повести и рассказы. — М.: Прогресс, 1981. — 150 000 экз.
- Станислав Дыгат. Прощание. Диснейленд. Рассказы.
- Фридрих Дюрренматт. Правосудие. Грек ищет гречанку. Авария. Лунное затмение. Зимняя война в Тибете. - М.: Радуга, 1990. - 496 с. — 100 000 экз. ISBN 5-05-002536-2
- Анна Зегерс. Восстание рыбаков в Санкт-Барбаре. Транзит. Через океан.
- Дьюла Ийеш. В ладье Харона. Люди пусты. Обед в замке.
- Ясунари Кавабата. Тысячекрылый журавль. Снежная страна. Новеллы, рассказы, эссе.
- Итало Кальвино. Тропа паучьих гнёзд. Несуществующий рыцарь. Раздвоенный виконт. Барон на дереве. Облако смога. — М.: Радуга, 1984. — 496 с. — 100 000 экз.
- Альбер Камю. Посторонний. Чума. Падение. Рассказы. и эссе. Избранное: Сборник / Сост. и предисл. С. Великовского. — М.: Радуга, 1988. — 464 с. ISBN 5-05-002281-9
- Герман Кант. Актовый зал. Выходные данные.
- Франц Кафка. Процесс. Замок. Новеллы и притчи. Из дневников. Избранное: Сборник / Пер. с нем. Сост. Е. Кацевой; предисл. Д. Затонского. — М.: Радуга, 1989. — 576 с. ISBN 5-05-002394-7
- Орхан Кемаль. Мошенник. Муртаза. Семьдесят вторая камера. Рассказы.
- Яшар Кемаль. Легенда горы. Если убить змею. Разбойник. Рассказы, очерки.
- Вольфганг Кёппен. Голуби в траве. Теплица. Смерть в Риме. Избранное: Сборник. — М.: Прогресс, 1972. — ??? с.
- Хюго Клаус. Удивление. Насчет И. О. Рассказы. Драмы.
- Хулио Кортасар. Выигрыши. Повести и рассказы / Сост. В. Кутейщиковой; предисл. Л. Осповат. — М.: Прогресс, 1976. — 462 с.; 2-е изд. М.: Прогресс, 1979.  — 462 с. — 150 000 экз. (без значка серии на обложке).
- Цирил Космач. Весенний день. Баллада о трубе и облаке. Новеллы. — М.: Радуга, 1988. — ??? с.
- Эрих Кош. Сети. Большой мак. Рассказы.
- Михайло Лалич. Разрыв. Рассказы.
- Малькольм Лаури. У подножия вулкана. Рассказы. Лесная тропа к роднику.
- Мулуд Маммери.  (Алжир). Забытый холм. Опиум и дубинка. Через пустыню. — М.: Радуга, 1988. — 464 с. , 100 000 экз.. ISBN  5-05002227-4
- Габриэль Гарсиа Маркес. Сто лет одиночества. Повести и рассказы.
- Алан Маршалл. Я умею прыгать через лужи. Рассказы. Легенды. — М.: Прогресс, 1977. — 366 с.
- Нагиб Махфуз. Предания нашей улицы. Вор и собаки. Путь. — М.: Радуга, 1990
- Альберто Моравиа. Римлянка. Презрение. Рассказы / Сост. Г. Д. Богемского; предисл. Р. И. Хлодовского. — М.: Прогресс, 1978. — 615 с.
- Франсуа Мориак. Тереза Дескейру. Фарисейка. Мартышка. Подросток былых времен / Сост. М. Ваксмахера; предисл. Л. Андреева. — М.: Прогресс, 1971. — 512 с.
- Сомерсет Моэм. Узорный покров. Рассказы. Подводя итоги.
- Нарайан Р. К. Продавец сладостей. Рассказы. — М.: Прогресс, 1975. — 448 с.
- Ганс Эрих Носсак. Спираль. Дело д`Артеза. Рассказы и повесть. — М.: Прогресс, 1976. — ??? с.
- Ласло Немет. Траур. Вина. — М.: Радуга, 1982. — ??? с.
- Кэндзабуро Оэ. Объяли меня воды до души моей… Рассказы. — М.: Прогресс, 1978. — 416 с.
- Мигель Отеро Сильва. Когда хочется плакать, не плачу. Лопе де Агирре, Князь Свободы. — М.: Прогресс, 1982. — 400 с.
- Мигель Отеро Сильва. Избранное [Когда хочется плакать, не плачу. Лопе де Агирре, Князь Свободы] / Пер. с исп. [сост. В. Земсков]. — М.: Радуга, 1987. — 395 с.
- Чезаре Павезе. Прекрасное лето. Дьявол на холмах. Товарищ. Луна и костры. — М.: Прогресс, 1974. — 496 с.
- Теодор Парницкий. Серебряные орлы: Роман / Предисл. С. Бэлзы; послесл. С. Аверинцева. — М.: Прогресс, 1982. — 431 с.
- Йордан Радичков. Все и никто. Рассказы. Воспоминания о лошадях и др. новеллы. — М.: Прогресс, 1979. — 456 с.
- Ричард Райт. Чёрный. Долгий сон. Рассказы.
- Антонио Алвес Редол. Яма слепых. Белая стена. Рассказы /Сост. Н. Котрелева; предисл. С. Мамонтова. — М.: Радуга, 1982. — 608 с.
- Фрэнк Сарджесон. Мне приснилось… В то лето. Одного раза достаточно. Более чем достаточно. Рассказы.
- Меша Селимович. Дервиш и смерть. Крепость. — М.: Радуга, 1987. — 608 с.
- Оулавюр Сигюрдссон. Игра красок земли. Письмо пастора Бёдвара. Часовой механизм. Наваждения.
- Эмилиян Станев. Похититель персиков. Когда тает иней и другие рассказы. Повести и рассказы последних лет. Обложка книги

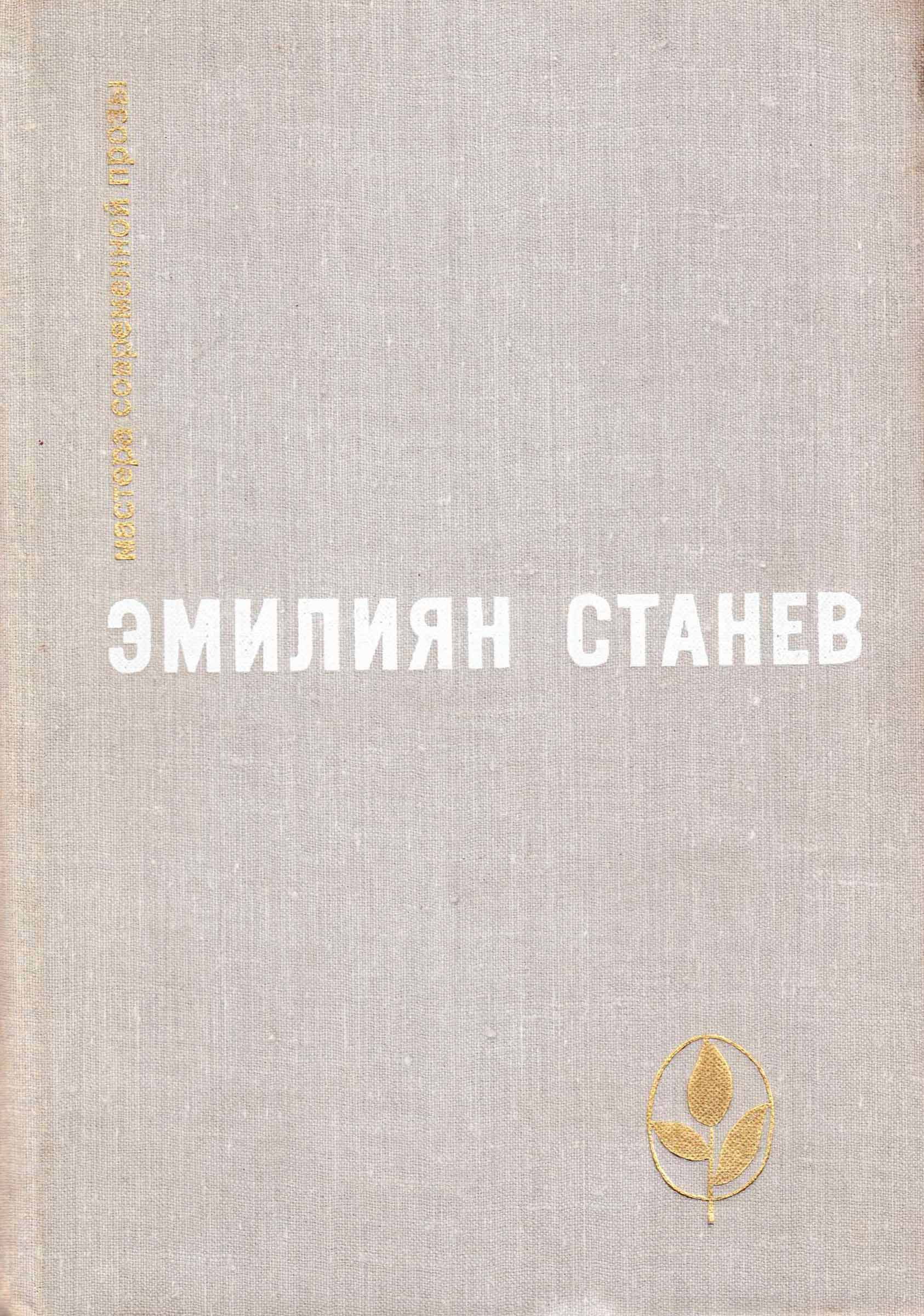
Обложка книги

- Арон Тамаши. Абель в глухом лесу. Рассказы.
- Нгуги Ва Тхионго. Пшеничное зерно. Рассказы. — М.: Прогресс, 1976. — ??? с.
- Торнтон Уайлдер. Мост короля Людовика Святого. День восьмой. — М.: Прогресс, 1976. — ??? с.
- Патрик Уайт. Древо человеческое. — М.: Прогресс, 1976. — 560 с.
- Шон О`Фаолейн. И вновь?. Рассказы. Избранное: Сборник / Сост. и вступ. ст. А. Саруханян. — М.: Радуга, 1988. — 432 с. — 100 000 экз. ISBN 5-05-002260-6
- Вержилио Феррейра. Избранное: Сборник [Явление. Краткая радость. Знамение — знак. Рассказы] / Пер. с португ. Сост. Н. Коростелева; предисл. В. Днепрова. — М.: Радуга, 1986. — 576 с.
- Уильям Фолкнер. Сарторис. Медведь. Осквернитель праха. Избранное / Сост. Ю. Палиевской; предисл. Б. Грибанова. — М.: Прогресс, 1974. — 574 с.
- Эдвард Морган Форстер. Куда боятся ступить ангелы. Морис. Машина останавливается. Рассказы и эссе. — М.: Радуга, 2000. — 400 с.
- Макс Фриш. Homo Фабер. Назову себя Гантенбайн / Предисл. Н. Павловой. — М.: Прогресс, 1975. — 463 с.
- Карлос Фуэнтес. Спокойная совесть. Смерть Артемио Круса. Повести и рассказы. — М.: Прогресс, 1974. — 480 с.
- Франц Фюман. Эдип-царь и другие рассказы. Прометей. Битва титанов. Ухо Дионисия и другие рассказы. Двадцать два дня или половина жизни. Рейнеке-Лис.
- Вильям Хайнесен. Чёрный котёл. Пропащие музыканты. Избранное / Предисл. И. Куприяновой. — М.: Прогресс, 1974. — 527 с.
- Олдос Хаксли. Контрапункт. О дивный новый мир. Рассказы.
- То Хоай. Западный край. Рассказы, сказки.
- Ник Хоакин. Избранное.
- Ба Цзинь. Туман. Гибель. Холодная ночь. Рассказы, думы, эссе.
- Кришан Чандар. Когда пробудились поля. Чинары моих воспоминаний. Рассказы.
- Воле Шойинка. Интерпретаторы. Аке, годы детства. Смерть и конюший короля. Избранное / Сост. А. Словесного; предисл. В. Бейлиса. — М.: Радуга, 1987. — 540 с.
- Эрвин Штриттматтер. Избранное. — М.: Радуга, 1984
- Лао Шэ. Рикша. Записки о Кошачьем городе. Под пурпурными стягами. Рассказы. — М.: Прогресс, 1981. — 512 с.
- Виллем Элсхот. Вилла роз. Силки. Сыр. Танкер. Блуждающий огонёк.
- Иштван Эркень. Повести. Рассказы. Рассказы-минутки.
- Маргерит Юрсенар. Воспоминания Адриана. Философский камень. — М.: Радуга, 1984. — 408 с.